# 16705 Reinhardt
16705 Reinhardt este un asteroid din centura principală de asteroizi.

## Descriere
16705 Reinhardt este un asteroid din centura principală de asteroizi. A fost descoperit pe 4 martie 1995 la Tautenburg de Freimut Börngen. Asteroidul prezintă o orbită caracterizată de o semiaxă mare de 2,48 ua, o excentricitate de 0,10 și o înclinație de 7,0° în raport cu ecliptica.